# 제일여객 (전북)
제일여객자동차(第一旅客自動車)는 전북특별자치도 전주시의 시내버스 업체이다. 본사는 전라북도 전주시 완산구 난전들로 59 (평화동3가)에 위치하여 있다.

## 연혁
- 1975년 12월 22일 : 전북여객자동차(현 전북고속) 전주시내버스 부문을 분리하여 설립하였다.

## 운행 노선
시내, 순환 노선에는 모두 타 업체와 함께 공동 배차에 참여하고 있으며, 성진여객, 전일여객, 호남고속, 시민여객과 함께 1달 간격으로 순환하면서 배차에 참여하고 있다.

## 차량

#### KGM커머셜
- 에디슨모터스 스마트 11

#### 현대자동차
- 현대 그린시티
- 현대 뉴 슈퍼 에어로시티
- 현대 저상 뉴 슈퍼 에어로시티
- 현대 일렉시티

## 갤러리

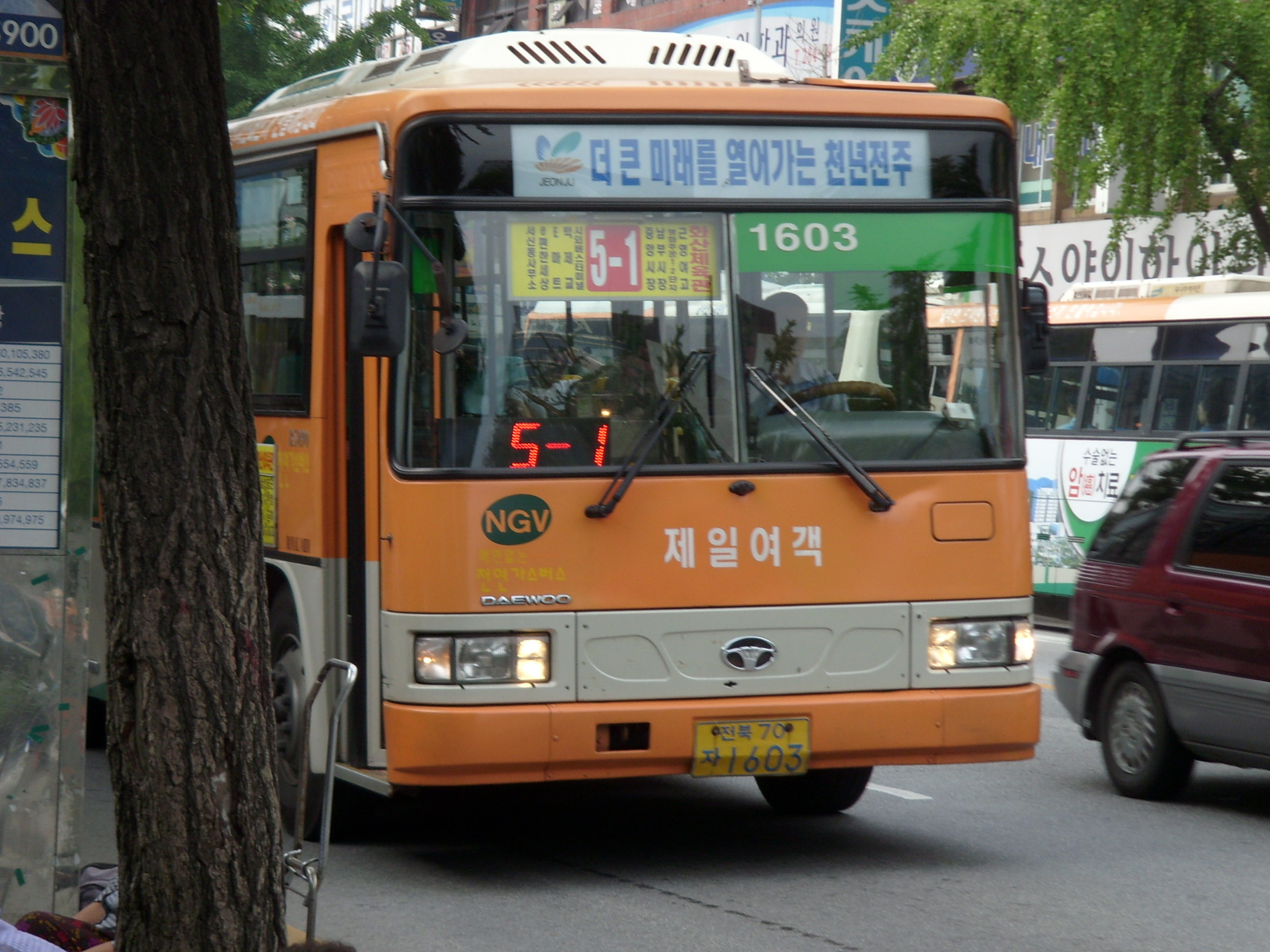
전주시내버스 5-1번 (대차 전)
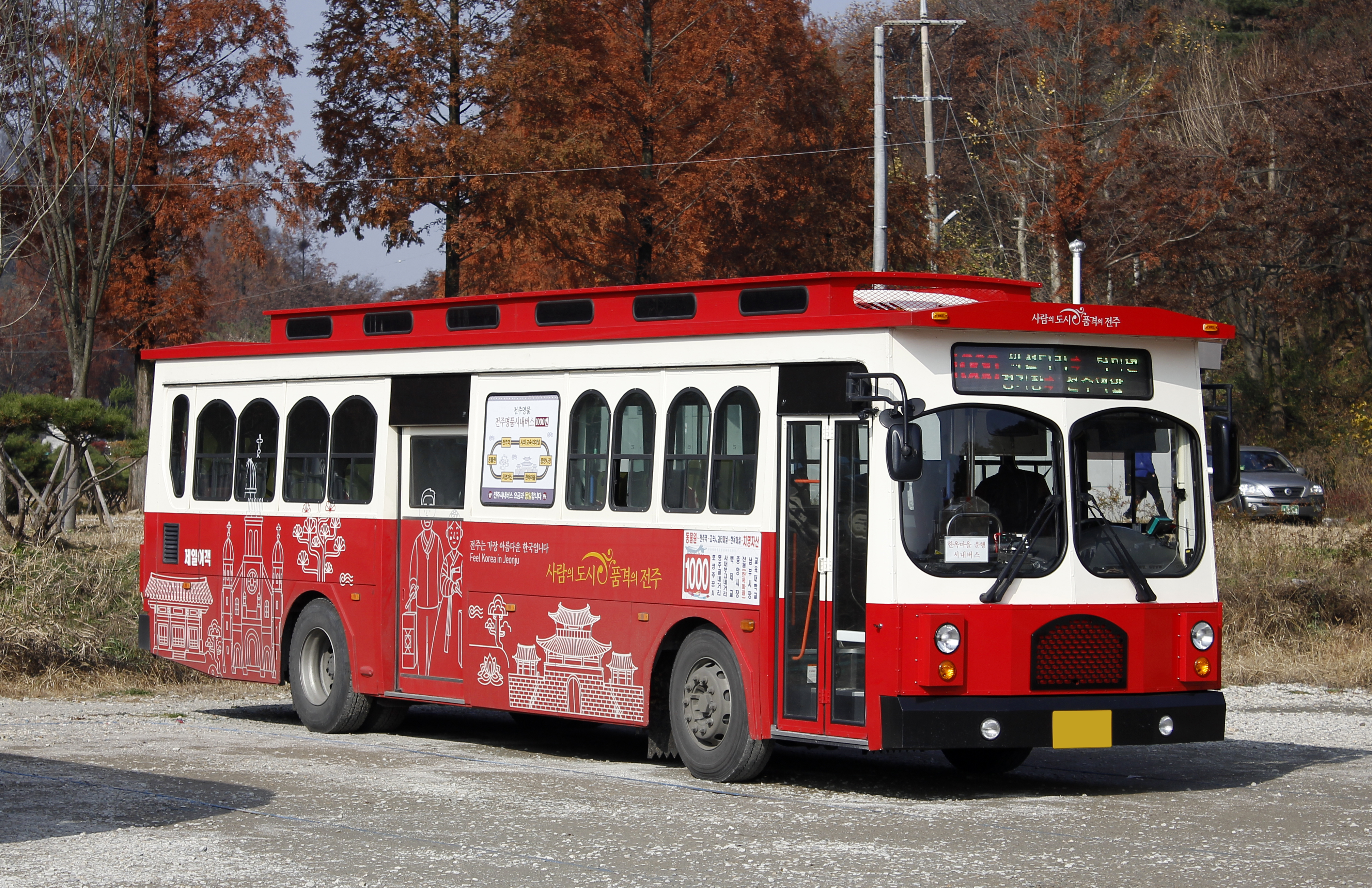
전주시내버스 1000번 (트롤리버스로 개조된 뒤의 모습)
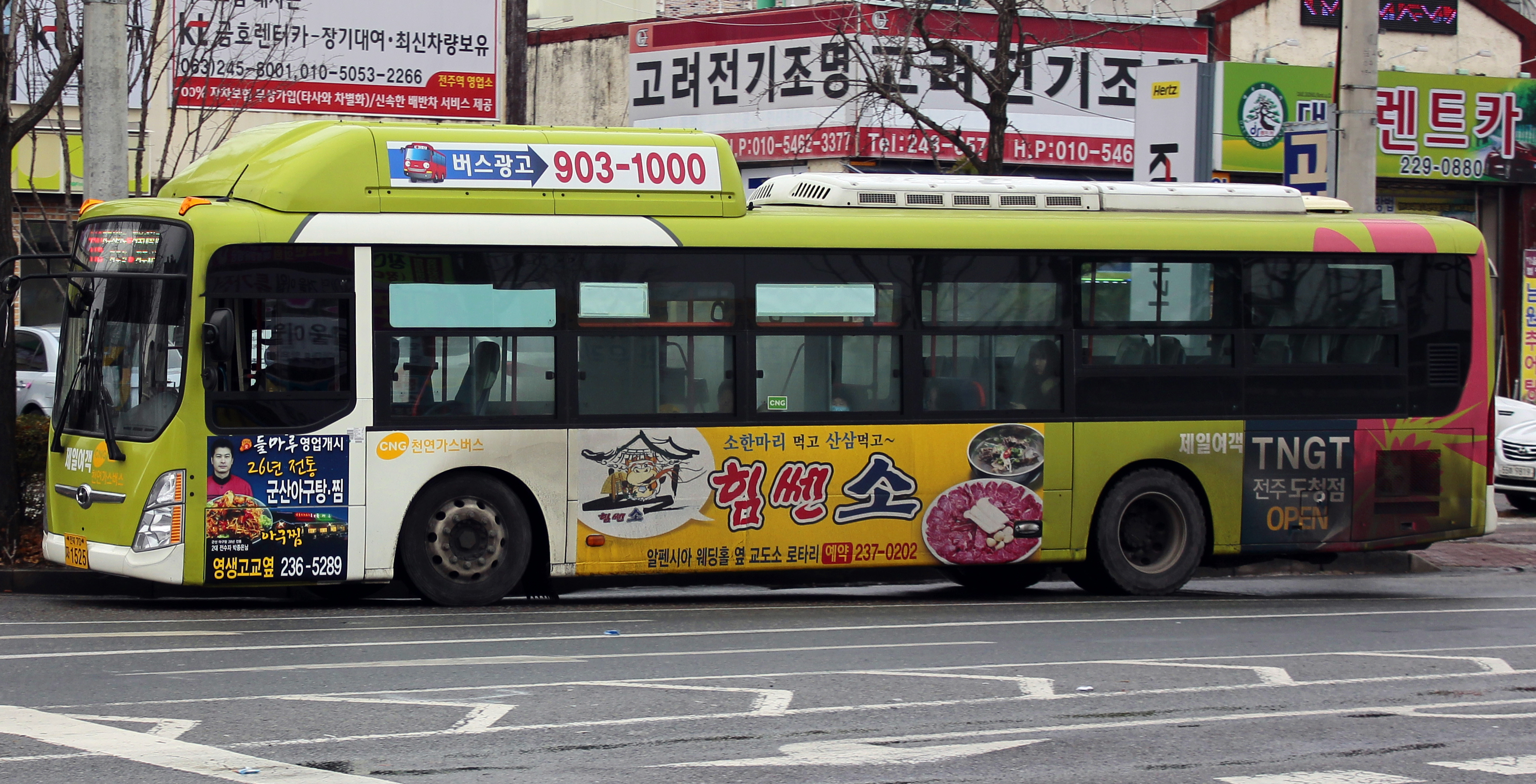
운행하고 있는 번호 미상의 자사 저상버스 차량